# Centre technique de l'industrie du décolletage
Le Centre technique de l'industrie du décolletage est un centre technique industriel sur l'industrie du décolletage fondé par Roger Bonhomme, faisant partie du Centre technique des industries mécaniques et basé à Cluses dans la vallée de l'Arve. Par arrêté du 15 janvier 2019  le centre technique des industries mécaniques et du décolletage  est dissous et ses missions, biens, droits et obligations sont transférés au centre technique des industries mécaniques.